# Xplays

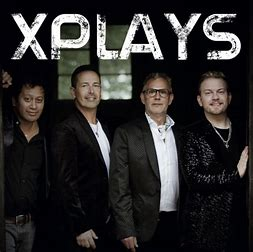

Xplays var ett modernt dansband som utgick från Motala. Bandet bildades 2010.

## Historia
Xplays bildades 2010 av Esbjörn Samuelsson och Patrick Fagerlöf. Kevin Lehnberg blev sångare i bandet hösten 2016. Bandet fick pris som årets komet på Guldklaven 2019 och en nominering på Manifestgalan 2020. 2021 blev Patrik Rasmussen (känd från bl.a. TV-programmet Fame Factory och sångare i Date) ny sångare i bandet. Patrik har en gedigen musikalisk bakgrund och har medverkat i TV-programmet Fame Factory,  Melodifestivalen, musikaler och jobbat på Wallmans salonger. 2023 blev låten "För evigt" nominerad till Guldklaven i kategorin årets låt. Låten skrevs till Sofia och Mats bröllop i TV-serien Välkommen till Köping av Patrik Rasmussen/Anna-Klara Folin. Den 20 oktober 2024 gjorde  bandet sin sista spelning.

## Medlemmar
- Patrik Rasmussen - sång (Date)
- Esbjörn Samuelsson - gitarr, sång
- Thomas Karlsson - trummor, sång
- Oskar Fridell - klaviatur, sång (Paula & Co, Wahlströms)

### Tidigare medlemmar
| Medlemmar          | År        | Instrument    |
| ------------------ | --------- | ------------- |
| Esbjörn Samuelsson | 2010-2024 | Gitarr, sång  |
| Patrick Fagerlöf   | 2010-2016 | Klav, sång    |
| Thomas Karlsson    | 2010-2024 | Trummor, sång |
| Mattias Andersson  | 2010-2011 | Bas           |
| Johan Petersson    | 2011-2013 | Bas           |
| Kenth Tergeland    | 2013-2021 | Bas, sång     |
| Kevin Lehnberg     | 2016-2021 | Sång          |
| Oskar Fridell      | 2021-2024 | Klav, sång    |
| Patrik Rasmussen   | 2021-2024 | Sång          |

## Diskografi

### Album
- Kristina - 2012 (EP)
- Steg för steg - 2016 (EP)
- Jag vill och jag vågar - 2019
- twenty 20 - 2020
- För evigt - 2024

### Singlar
- Sanningen kommer fram - 2016
- Jag vill och jag vågar - 2017
- Det är sommar - 2017
- Bara hon älskar mig - 2018
- Du gav mig chansen - 2018
- Då faller julens första snö - 2018
- Nu lever jag igen - 2019
- Do you want me - 2019
- Om vi börjar om igen/Kan det någonsin bli vi två - 2020
- Ett ögonblick - 2020
- I belong to you/I swear  - 2020
- Kom hem/Right here waiting  - 2020
- Börja om - 2021
- Älskar igen  - 2021
- Du ser mig - 2021
- Om du undrar - 2021
- Låt kärleken slå rot- 2022
- All i want for christmas is you - 2022
- Du kommer tillbaka - 2023
- För evigt - 2023
- När du går - 2023
- Nya höjder - 2024
- Reser mig upp igen - 2024
- Som sommaren - 2024